# Her Strange Wedding
Her Strange Wedding è un film muto del 1917 diretto da George H. Melford.

## Trama
Dopo aver sottratto una grossa somma a una ditta di Chicago, Lee Brownell si presenta a casa di suo fratello Max, un rispettabile dottore, dicendogli che vuole trattenersi da lui avendo bisogno di un periodo di riposo. Max, innamorato da lungo tempo di Coralie Grayson, la donna che intende sposare, vede che il fratello lo sta soppiantando nell'affetto della ragazza. Coralie, infatti, quando Lee le propone il matrimonio, accetta subito la sua proposta. Le nozze ormai sono imminenti: la sera precedente la cerimonia, Max scopre il crimine del fratello ma, non volendo turbare Coralie di cui è ancora innamorato, decide di rifondere lui il denaro rubato da Lee. Inutilmente. Il fratello, infatti, si è reso colpevole di un altro furto e, ben presto, Coralie scoprirà la vera natura del marito.
In viaggio di nozze su un piroscafo, la coppia incontra per caso Max, imbarcato sulla stessa nave. I giorni passano e Lee si dimostra un soggetto sempre peggiore. Un giorno, in preda alla gelosia, spara al fratello. Max, ferito, striscia fino alla stanza di Lee: vedendo la sua vittima ferita ma ancora viva, l'uomo ha uno shock che lo conduce alla morte. Sciogliendo in questo modo la moglie da ogni legame e rendendola libera di tornare da Max.

## Produzione
Il film fu prodotto dalla Jesse L. Lasky Feature Play Company.

## Distribuzione
Il copyright del film, richiesto dalla Jesse L. Lasky Feature Play Co., fu registrato il 5 giugno 1917 con il numero LP10892.
Distribuito dalla Paramount Pictures, il film uscì nelle sale statunitensi il 25 giugno 1917. In Francia, prese il titolo Un joli monsieur.
Non si conoscono copie ancora esistenti della pellicola che viene considerata presumibilmente perduta.